# Cephalorhizum popovii
Cephalorhizum popovii är en triftväxtart som beskrevs av Igor Alexandrovich Linczevski. Cephalorhizum popovii ingår i släktet Cephalorhizum och familjen triftväxter. Inga underarter finns listade i Catalogue of Life.